# Omiodes croceiceps
Omiodes croceiceps là một loài bướm đêm trong họ Crambidae.